# Paul Juckoff

Paul Juckoff (Selbstporträt)

Paul Juckoff (* 2. August 1874 in Merseburg; † 20. April 1936 in Schkopau) war ein deutscher Bildhauer und Kunsthistoriker.

## Leben und Wirken

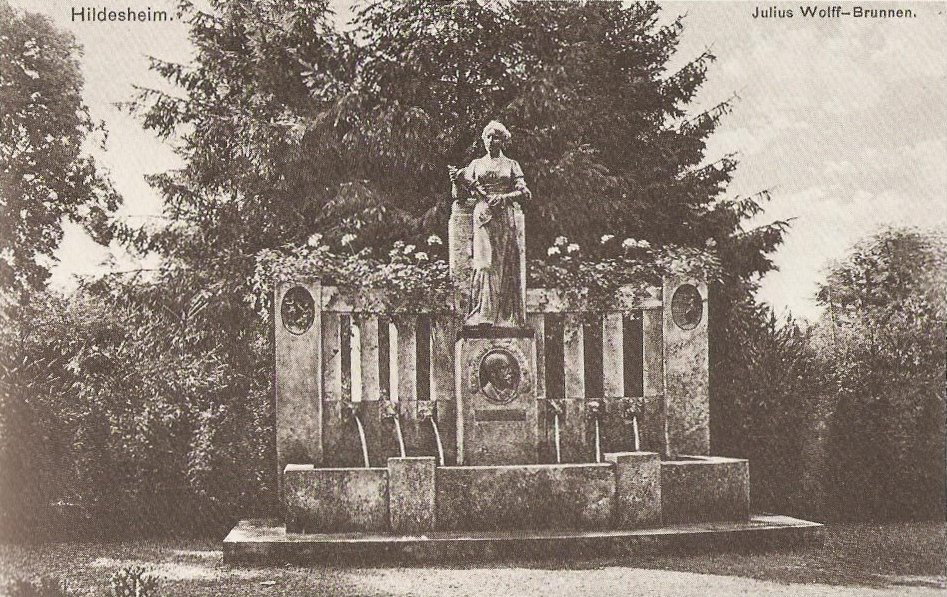
Renatabrunnen in Hildesheim

Paul Juckoff war der Sohn eines Zimmermeisters. Nach seiner Schulzeit machte er zunächst eine Holzbildhauerlehre, lernte auf Wanderschaft durch Süddeutschland, Belgien und Frankreich Steinbildhauerei sowie Bronzeguss und studierte dann von 1895 bis 1900 an der Königlichen Kunstakademie und Kunstgewerbeschule Leipzig. Im letzten Jahre seines Studiums errang er den 1. Preis in der Konkurrenz um das Carl-Ferdinand-Adam-Denkmal in Leisnig. Im Jahr 1901 zog er mit seiner Frau nach Schkopau, wo er ab 1902 als freischaffender Bildhauer wirkte. Juckoff war 1904, 1907 und 1910 auf der Großen Berliner Kunstausstellung vertreten. Im Jahr 1911 gründete er die Gartenstadt Scopau GmbH, die 1912 begann, nördlich des Ortes Schkopau eine Siedlung zu errichten. Er blieb deren Vorsitzender bis zu seinem Tod.
Von 1914 bis 1916 nahm er als Soldat aktiv am Ersten Weltkrieg teil, von 1916 bis 1918 war er als Kunst-Sachverständiger bei der deutschen Verwaltung in Warschau eingesetzt, wo er sich intensiv mit den Kunstdenkmalen Polens (speziell des Generalgouvernements) beschäftigte, woraus der Architektonische Atlas resultierte.
Im Gegensatz zu den am Beginn des Jahrhunderts zum Teil sehr prunkhaft überladenen Kunstwerken schuf Juckoff einfache aber wirkungsvolle Plastiken und Reliefs, vor allem Denkmäler für Soldaten und Politiker, aber auch Grabdenkmäler und Brunnen. In seinen letzten Lebensjahren wurde er nicht nur von den Nationalsozialisten unterstützt und schuf für diese Werke (Innenausstattung der Gauführerschule in Wettin, überlebensgroße Adolf-Hitler-Büste), sondern attackierte in Artikeln (z. B. in der Mitteldeutschen National-Zeitung und Der Kampf) andere Künstler, zum Beispiel Paul Horn. Dabei nahm er irrtümlich an, dass die angefeindeten Künstler der „Burg“ in Halle (Saale) hinter der Beseitigung des von ihm geschaffenen Bismarck-Denkmals auf dem Bergschenkenfelsen in Halle-Kröllwitz steckten. Er schuf zwar auch eine Plastik namens Deutscher Gruß für die Berliner Funkausstellung 1935, war aber wohl dennoch eher ein Mitläufer der Nationalsozialisten. So weisen seine Ausführungen zu den Synagogen Polens im Architektonischen Atlas keinerlei antisemitische Anwürfe auf, sondern zeugen von einer Bewunderung für die Baukunst der Juden Polens, die er vor Vorurteilen in Schutz nimmt. Auch bedauerte er dort die Zerstörung von Synagogen durch Russen und Deutsche im Ersten Weltkrieg.
Paul Juckoff starb am 20. April 1936 in Schkopau.

## Werke (Auswahl)
Seine wichtigsten Werke sind die Marktbrunnen in mitteldeutschen Städten wie Schönebeck (Elbe), Mansfeld und Zeitz sowie die Statue des Königs Heinrich I., des Stadtgründers von Merseburg, anlässlich des 1000-jährigen Jubiläums. Die Kombination von Brunnen und Denkmal für Friedrich Hermann Haacke in Stendal gilt als erster bemalter Steinbrunnen in Deutschland.
Der christlich-konservative bis patriotische Stil seiner Werke brachte es mit sich, dass sie in der Weimarer Republik und in der sozialistischen Zeit beseitigt wurden. So verschwanden zum Beispiel die Kriegerdenkmale in Merseburg, Artern und Freyburg (Unstrut) und das Bismarck-Denkmal in Halle (Saale).

Büste der Frau Kommerzienrat Bestehorn, Aschersleben
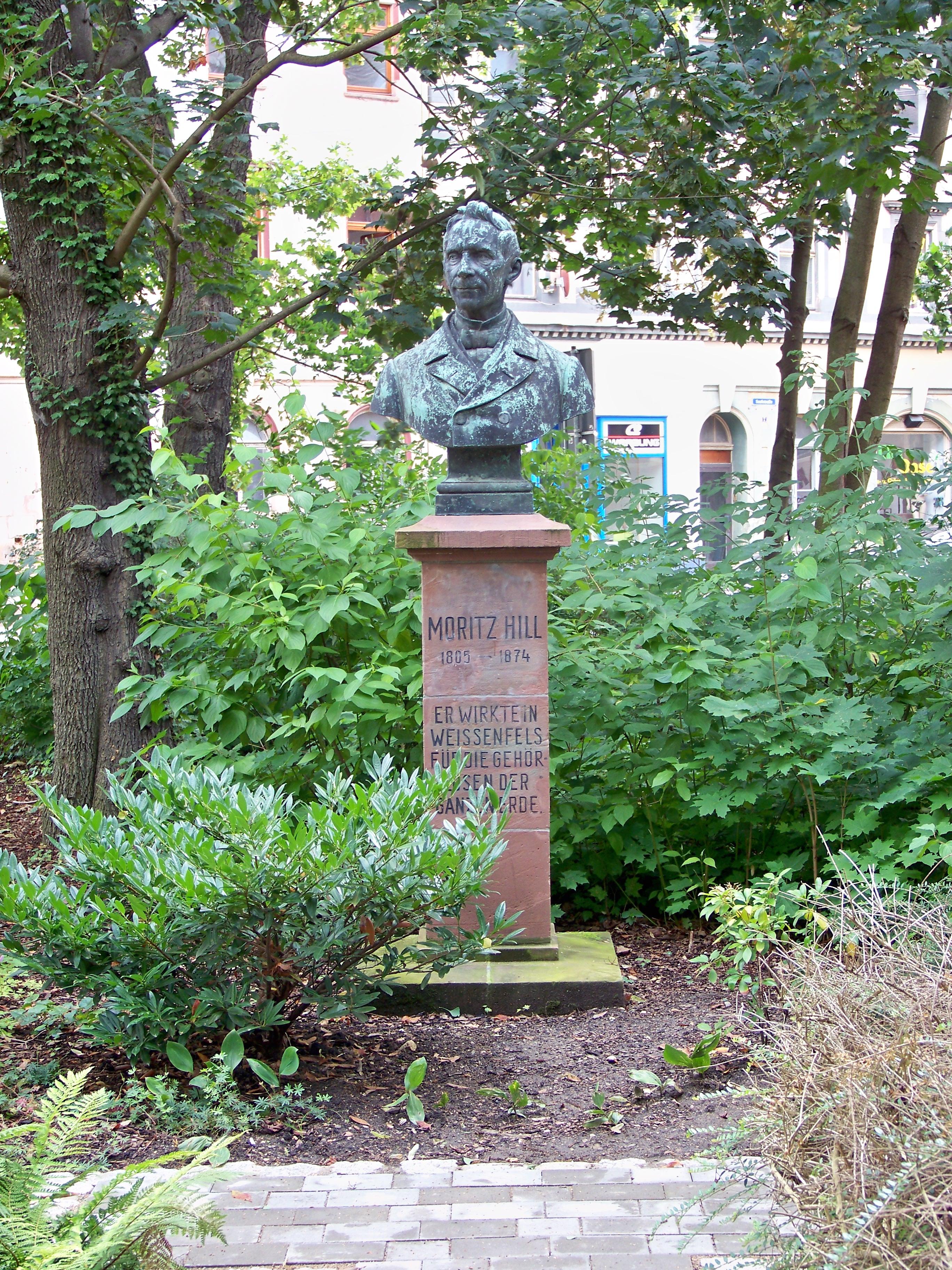
Hilldenkmal in Weißenfels
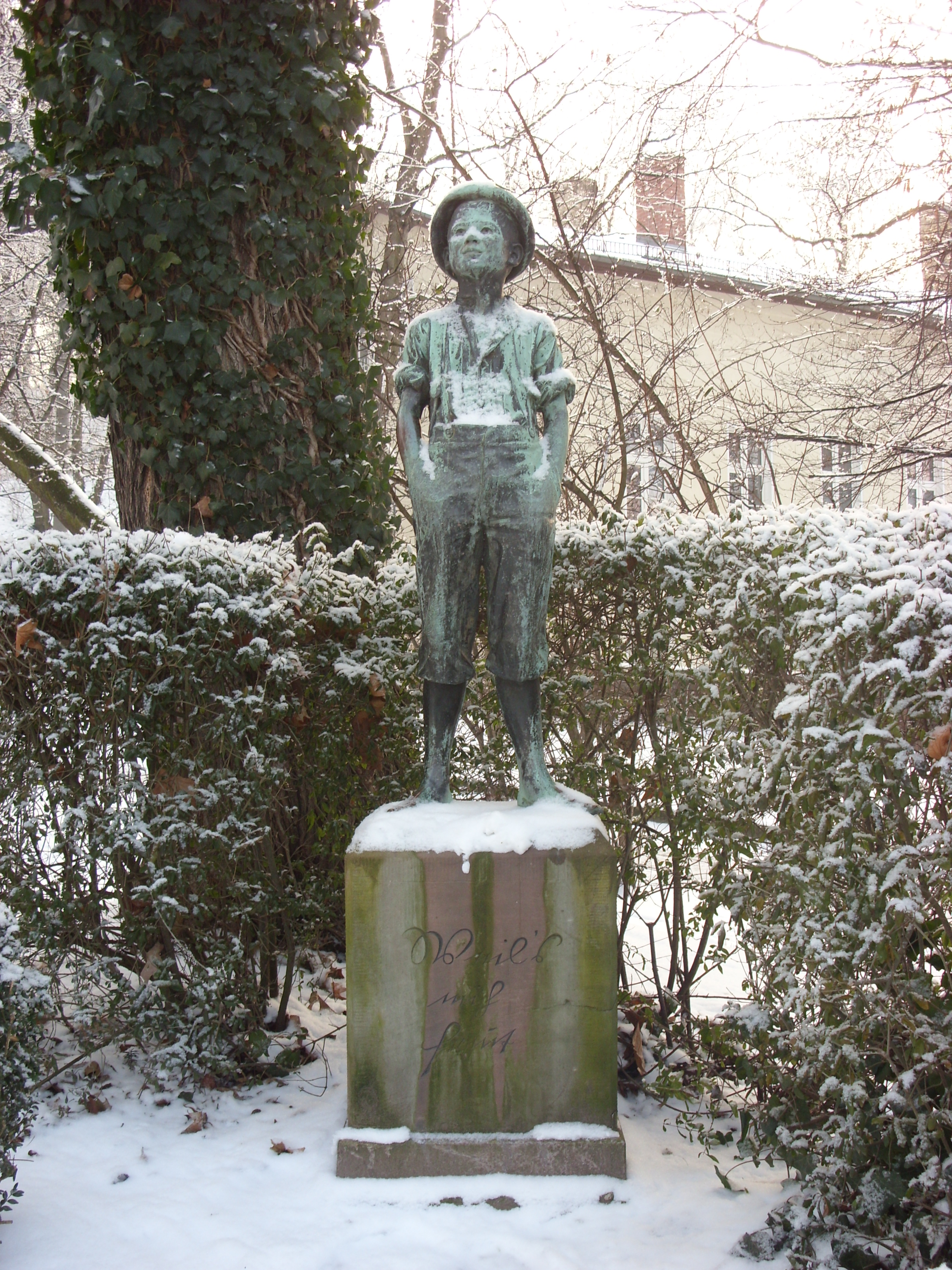
Schusterjunge in Weißenfels
Erwachen für den Zierbrunnen für Kommerzienrat Bestehorn, Aschersleben
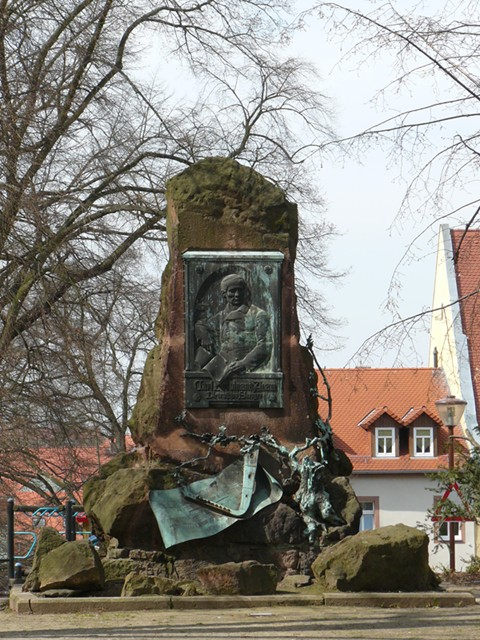
Carl-Ferdinand-Adam-Denkmal in Leisnig
Knabe mit Schale

### Werke (alphabetisch nach Aufstellungsort)

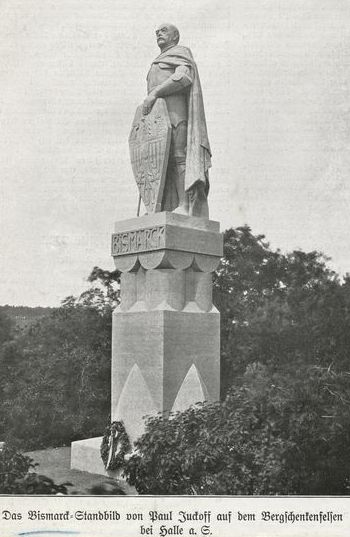
Bismarck-Denkmal in Halle (Saale)
Grabmal Dehme auf dem Stadtgottesacker in Halle
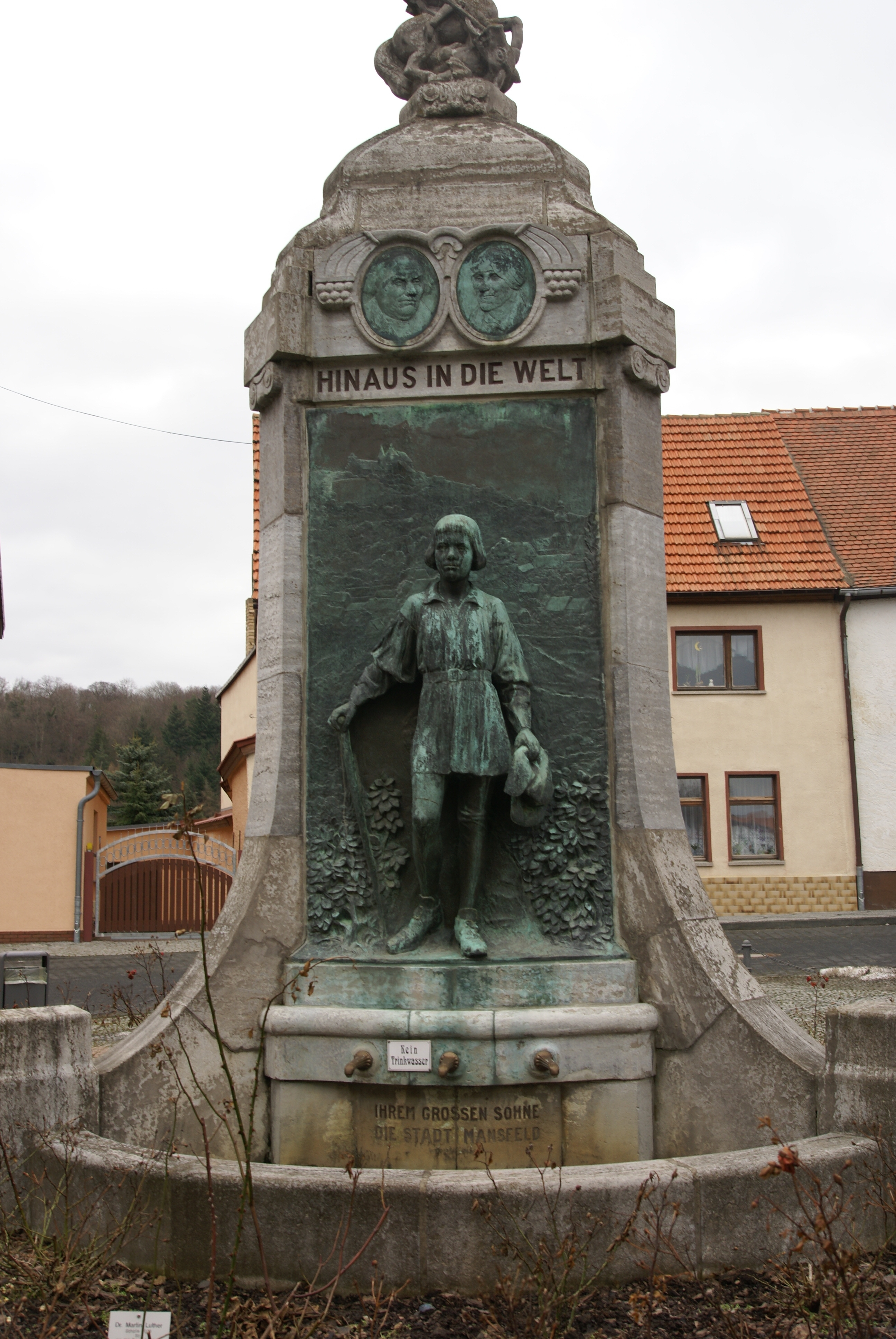
Lutherbrunnen in Mansfeld

- Artern/Unstrut
  - Bismarck-Standbild als „Roland“ am Rathaus (enthüllt am 14. April 1907; Kopie seit 28. Mai 1994)
  - Kriegerdenkmal 1914–1918 (vollendet 1925)[4]
- Aschersleben
  - „Erwachen“ im Bestehornpark (1910), 1995 gestohlen, 1999 wiederentdeckt, umgesetzt, 2017 erneut gestohlen[5]
- Berlin
  - Arbeiterdenkmal in der Ehrenhalle der Deutschen Arbeitsfront[1]
- Großgörschen
  - Scharnhorstdenkmal auf dem Schlachtfeld (1913)[6][7]
- Halle (Saale)
  - Symbol der Mode an der Fassade des Kaufhauses Lewin (1929)[8]
  - Hockende an der Fassade des Central-Bads[9]
  - Der Pflüger am Grabmal der Familie Rusche auf dem Südfriedhof (1911)[10]
  - Figuren und Reliefs am Landgericht (1905)[11]
  - Kröllwitz: Bismarckdenkmal auf dem Saalefelsen (1907)[12]
- Hildesheim
  - Julius-Wolff-Brunnen („Renatabrunnen“) (1911)
- Kriegsdorf
  - Albert-von-Wedell-Gedenkstein (1900)[13], gedenkt auch der anderen Hingerichteten
- Bad Lauchstädt
  - Kriegerdenkmal 1914–1918 für die Gefallenen des Brunnenversandes[14]
- Leisnig
  - Ferdinand-Adam-Denkmal (1900)[13]
- Lützen
  - Denkmal für König Gustav II. Adolf von Schweden[1]
  - Meusen: Denkmal für König Gustav II. Adolf von Schweden[7]
- Mansfeld
  - Martin-Luther-Denkmal (1913)[15][16]
- Merseburg
  - König-Heinrich-Denkmal (1933)[17]
  - Büste Theodor Rößner[18]
  - Büste Otto von Bismarck[19]
  - Büste Kaiser Wilhelm I.[20]
  - Büste Friedrich Peege[21]
- Mücheln (Geiseltal)
  - Kriegerdenkmal 1914–1918[22]
- Möckerling (bei Merseburg)
  - Kriegerdenkmal 1914–1918 (vollendet 1925)
- Rittergut Rossbach
  - Gedenktafel für König Friedrich II. mit Reliefmedaillon, am Herrenhaus (enthüllt am 5. November 1907)
- Saalfeld
  - Martin-Luther-Denkmal[7]
- Bad Sachsa
  - Auf die siegreichen Feldzüge 1813–1871 (fertiggestellt 1914, enthüllt 1920)
- Schönebeck (Elbe)
  - Marktbrunnen (1907–1908)[23][7]
- Stendal
  - Friedrich-Hermann-Haacke-Brunnendenkmal, auf dem Sperlingsberg (1906)[24][7]
- Weißenfels
  - Beuditzbrunnen an der Marienapotheke (1903)[25]
  - Brunnen auf dem Markt (1905)[26]
  - Feldherrnbank (1913)[27]
  - Friedrich-Moritz-Hill-Denkmal (1905)[28]
  - Denkmal für König Gustav II. Adolf von Schweden[7]
  - Martin-Luther-Standbild
  - Stadtjunge / Schusterjunge (1905)[29]
- Zeitz
  - Stadtjunge (1905)[29]

### Weitere Werke
- Grabdenkmale auf verschiedenen Friedhöfen in Halle (Saale), Stendal und Suhl[30]
- über 15 Kriegerdenkmale und Gedenktafeln in mitteldeutschen Städten und Dörfern, vor allem im Umkreis von Merseburg
- verschiedene Bauplastik, etwa am Landgericht in Halle (Saale)[31] oder Amtsgericht in Weißenfels[32]
- Figuren für Kirchen
- Taufstein (1905), Kruzifix und Altaraufsatz für die St.-Petri-Pauli-Kirche in Eisleben[33]
- Umrahmung für den Lutherbrief an Karl V. in der Lutherhalle in Wittenberg[1]

### Schriften
- Paul Juckoff-Skopau: Architektonischer Atlas von Polen (Kongreß-Polen). Berlin 1921.

## Ausstellungen
- 1924 in Halle